# Itapetininga
 (septembre 2024).
Si vous disposez d'ouvrages ou d'articles de référence ou si vous connaissez des sites web de qualité traitant du thème abordé ici, merci de compléter l'article en donnant les références utiles à sa vérifiabilité et en les liant à la section « Notes et références ».
Itapetininga est une ville brésilienne appartenant à l'État de São Paulo. Sa population était estimée à 160 070 habitants en 2017. Elle devient politiquement autonome en 1770.
La ville est le siège de la région gouvernementale d'Itapetininga, composée de douze autres municipalités : Alambari, Angatuba, Boituva, Campina do Monte Alegre, Capela do Alto, Cerquilho, Cesário Lange, Guareí, Quadra, São Miguel Arcanjo, Sarapuí et Tatuí, qui Ensemble, ils comptent plus de 520 mille habitants.

## Maires
| Période | Période | Identité                | Étiquette | Qualité |
| ------- | ------- | ----------------------- | --------- | ------- |
| 2009    | 2012    | Roberto Ramalho Tavares | PMDB      |         |